# Phymatodes ursae
Phymatodes ursae là một loài bọ cánh cứng trong họ Cerambycidae.